# (4493) Naitomitsu
(4493) Naitomitsu est un astéroïde de la ceinture principale.

## Description
(4493) Naitomitsu est un astéroïde de la ceinture principale. Il fut découvert le 14 octobre 1988 à Chiyoda par Takuo Kojima. Il présente une orbite caractérisée par un demi-grand axe de 3,02 UA, une excentricité de 0,07 et une inclinaison de 9,0° par rapport à l'écliptique.

## Compléments